# Земне мраварице
Земне мраварице (лат. Formicariidae) су птичја породица из реда птица певачица, која обитава у суптропским и тропским деловима Централне и Јужне Америке. Сродне су мраварицама (Thamnophilidae) и комаркама (Conopophagidae). Породица укључује 2 рода и 12 врста.
То су шумске птице које се хране инсектима на земљи или близу ње. Већина је једнолична са нијансама риђе, смеђе, црне и беле боје које су њихови доминантни тонови. У поређењу са другим птицама које су специјализоване за исхрану мравима, ова породица је највезанија за земљу. Дуге, моћне ноге (које дају птицама препознатљиво усправно држање) и суштински закржљали реп помажу овом начину живота. Дужина тела различитих врста ове породице се креће од 10 до 20 cm. 
Полажу 2 до 3 јаја, на којима леже оба родитеља, а гнездо граде на крошњи дрвета.

## Систематика
Земне мраварице, сврстане у 2 рода Formicarius и Chamaeza, изгледом подсећају на мале барске коке. По изгледу перја не постоји значајна разлика између полова, док њихов ход подсећа на ход чворака.
На основу недавно објављених студија (Ирестет и сарадници 2002. и Рајс 2005a,b), које су укључивале анализу mtДНК и nДНК, закључено је да је породица Formicariidae, као што се претходно и веровало, била парафилетска. Након објављивања ових студија, род Pittasoma је премештен из ове породице у породицу комарке (Conopophagidae), а већи број родова је премештен у нову породицу мравопите (Grallariidae). Са друге стране, утврђено је да велики део врста из породице тупакуле (Rhinocryptidae), укључујући типски род Rhinocrypta, блиско сродан земним мраварицама, али породица тупакула и даље има статус посебне породице.
Тренутно је доступно веома мало молекуларних података за тупакуле. Како односи са сродним групама као што су лончарице (Furnariidae) нису у потпуности решени, извесно је да ће систематика групе ускоро бити ревидирана, али није јасно како ће тачно изгледати нова систематика. Са друге стране, морфолошке, бихејвиоралне и молекуларне анализе правих мравопита се запањујуће добро слажу у погледу њихове унутрашње систематике, с обзиром на велику количину хомоплазија повезаних са животним стилом.

### Родови и врсте
| Слика | Род                        | Живућа врста |
| ----- | -------------------------- | --- |
|       | Formicarius Boddaert, 1783 | - Риђоглава земна мраварица () - Црноглава земна мраварица () - Црнолика земна мраварица () - Мајанска земна мраварица () - Риђочела земна мраварица () - Риђогруда земна мраварица () |
|       | Chamaeza Vigors, 1825      | - Краткорепа земна мраварица () - Скривена земна мраварица () - Пругаста земна мраварица () - Шарена земна мраварица () - Риђорепа земна мраварица () - Шварцова земна мраварица ()    |